# Шахнон Ахмад
Шахнон Ахмад (малайск. Shahnon Ahmad) (13 января 1933 года, Банггул-Дердеп, Кедах — 26 декабря 2017 года, Каджанг, Селангор) — малайзийский прозаик, Национальный писатель Малайзии (1982).

## Краткая биография
Родился в крестьянской семье. После окончания колледжа султана Абдул Хамида в Алор-Сетаре (1954) работал учителем в английской школе в Куала-Тренгану, в 1955-1956 гг. служил в армии. В 1957-1967 гг работал учителем в различных школах. В 1968-1971 гг учился в Австралийском национальном университете, Канберра. Затем до 1975 года преподавал в педагогическом колледже султана Идриса (Танджунг-Малим). С 1975 года его педагогическая деятельность связана с Университетом наук Малайзии (Пинанг), в том числе в качестве профессора литературы (с 1982 года). В 1999-2004 гг. был членом парламента от оппозиционной Панмалайзийской исламской партии.

## Творчество
Первые произведения опубликованы в 1950 г. - начинал писатель как переводчик и новеллист. В 1965 году дебютировал как романист, выпустив роман "До тла", своего рода драму характеров, разыгрывающуюся в малайской деревне. Причём писатель раскрыл в ходе повествования разные типы отношения к действительности, характерные для его героев.
Несмотря на то, что У Шахнона Ахмада опубликовано с тех пор несколько остросюжетных "городских" романов (например, "Министр" в 1967 году, в котором он отдал дань малайскому национализму), славу он снискал как мастера деревенского романа: «Шипы на дороге» (1966) о крестьянской семье, не на жизнь, а на смерть сражающейся с природой в борьбе за существование; «Сренгенге» (1973), где деревенский энтузиаст и реформатор терпит поражение с древними, языческими в своей основе чувствами и настроениями своих земляков; «Как малявки слона одолели» (1978), раскрывающий сложный процесс пробуждения крестьянского сознания в ходе борьбы за землю; трилогия «Поэтические раздумья» (2003) и др.. В центре повествования романа "Как рыбы боролись друг с другом" (в русск. пер. "Война в тихом омуте") - история духовного возмужания простого деревенского юноши. Роман отличает острая социальная направленность, психологическая достоверность, прекрасный стиль . 
Некоторые его произведения навеяны религиозными мотивами, а несколько романов написаны в жанре едкой сатиры на руководство страны («Дерьмо», 1998; «Великие мира сего», 1999; «Тошнота», 2000). Пишет не только повести, но и рассказы (сборник "Собаки", 1964), пьесы, эссе. 
Роман "Шипы на дороге" стал основой сценария фильма "Рисовые люди" камбоджийского режиссёра Ритхи Паня (1994).

## Награды
- Литературная премия (1972)
- Премия "Поборник литературы" (1976)
- Орден "За преданность короне" и звание "Датук" от султана Кедаха (1980)
- Государственная литературная премия и звание "Национальный писатель Малайзии" (1982)
- Литературная премия АСЕАН (1990)
- Литературная премия Мастра (2010, 2011)

## Переводы на русский язык
- Если мать поднимется на три ступеньки. Перевод Б. Парникеля. – Доброе дело. Рассказы писателей Малайзии и Сингапура. Составление и предисловие Б. Парникеля. Алма-Ата: Жазушы, 1973, с. 9-20.
- Война в тихом омуте. Роман. Перевод Т. Дорофеевой. Предисловие Б. Парникеля. М., Радуга, 1984, 237 с.
- Кабан. Рассказ. Перевод В. Сигаева. - Азия и Африка сегодня, 1974, № 6, с. 37-39.
- Форма «Г-147». Рассказ. Перевод и предисловие А. Павленко. - Азия и Африка сегодня, 1968, № 10, с. 16-20.
- Наваждение; Дела семейные; Кабан. Перевод Б. Парникеля и В. Сигаева. - Современная малайзийская новелла. Составители В. Сигаев и Б. Парникель. Предисловие Б. Парникеля. М.: Прогресс, 1977, с. 122-162.